# Limnophyes atomarius
Limnophyes atomarius är en tvåvingeart som först beskrevs av Zetterstedt 1850.  Limnophyes atomarius ingår i släktet Limnophyes och familjen fjädermyggor. Inga underarter finns listade i Catalogue of Life.